# Кнёзель, Ангела
А́нгела Хёлер-Кнёзель (нем. Angela Höhler-Knösel; 29 августа 1949, Мюльхаузен) — немецкая саночница, выступала за сборную ГДР в конце 1960-х — начале 1970-х годов. Участница зимних Олимпийских игр в Гренобле, обладательница двух бронзовых медалей чемпионата Европы, чемпионка национального первенства, победительница и призёрша многих международных чемпионатов.

## Биография
Ангела Кнёзель родилась 29 августа 1949 года в Мюльхаузене. Заниматься санным спортом начала в Оберхофе, когда присоединилась к местному спортивному клубу «Форвертс». На международном уровне дебютировала в возрасте семнадцати лет, на чемпионате мира в шведском Хаммарстранде заняла шестое место. Год спустя выиграла серебряную медаль в двойках на чемпионате ГДР, а также получила серебро на юниорском чемпионате Европы в Кёнигсзе. Благодаря череде удачных выступлений удостоилась права защищать честь страны на зимних Олимпийских играх 1968 года в Гренобле — после трёх заездов шла пятой, но затем её вместе подругами по сборной Ортрун Эндерлайн и Анной-Марией Мюллер уличили в подогреве полозьев саней и дисквалифицировали.
Несмотря на скандал с Олимпиадой, Кнёзель сохранила за собой место в основном составе национальной сборной и продолжила ездить на крупнейшие международные турниры. Так, в 1969 году она вновь получила серебро в зачёте национального первенства (на сей раз в одиночках) и финишировала седьмой на чемпионате мира в Кёнигсзе. Через год на прошедшем там же мировом первенстве была пятой, тогда как на европейском первенстве в Хаммарстранде сумела выиграть серебряную награду. В 1971 году стала чемпионкой ГДР среди одноместных саней, кроме того, пополнила медальную коллекцию ещё одним серебром чемпионата Европы. При этом на чемпионате мира в итальянской Вальдаоре немного не дотянула до призовых мест, пришла к финишу четвёртой.
Кнёзель пыталась попасть на Олимпийские игры 1972 года в Саппоро, однако не смогла этого сделать из-за неудачного выступления в зачёте национального первенства: в парном разряде получила бронзу, а в одиночном вообще не пробилась в число призёров. Вскоре после этих отборочных состязаний приняла решение завершить карьеру спортсменки, уступив место в сборной молодым восточногерманским саночницам, таким как Уте Рюрольд, Ева-Мария Вернике и Маргит Шуман.